# Parasol
Pour les articles homonymes, voir Parasol (homonymie).
Un parasol est une grande ombrelle généralement en toile épaisse destinée à fournir de l'ombre à une ou plusieurs personnes là où elle est installée, le plus souvent près d'une table ou plantée dans le sable d'une plage. Le parasol entoilé peut se fermer pour être transporté mais n'est pas destiné à être tenu pendant son utilisation.
Imprimé, un parasol peut être un objet publicitaire.

## Histoire
Le parasol trouve son origine dans l'Antiquité chez les Grecs et les Romains, sous la forme de l'ombrelle : c'était un signe de puissance divine et humaine[Quoi ?][réf. nécessaire]. L'Église catholique l'utilise sous le terme d'« ombrellinos » pour couvrir le pape et les évêques dans leurs édifices religieux respectifs. Catherine de Médicis l'introduit en France en tant qu'accessoire de mode féminin porté par des pages. Au XIXe siècle, il devient individuel et portatif et s'utilise dans la rue.
Les bains de mer sur les plages du Nord, apparus dans les années 1820, amènent l'ombrelle sur les plages, où le teint des bourgeois et aristocrates doit rester pâle (à cette époque et jusqu'à l'entre-deux-guerres, être bronzé était un signe d'appartenance à une classe sociale qui travaille au soleil, donc inférieure). 
Les parasols de plage sont alors créés mais appartiennent à ceux qui ne possèdent pas leur propre cabine ou roulotte de bain. L'outil se démocratise pendant les premiers congés payés de 1936 et surtout pendant les Trente Glorieuses. La production, d'abord française, se délocalise en Asie (il n'en reste actuellement qu'un seul, Dess, qui fournit des palaces comme le Plaza Athénée à Paris et l'hôtel Martinez à Cannes). Dans les années 1970, il est de bon ton d'assortir son parasol à sa robe. Apparaissent ensuite les parasols qui filtrent les UV, permettant de bronzer en sécurité, même si les toiles en acrylique sont plus efficaces, ainsi que la couleur choisie (vert amande, olive, marron noisette et bleu foncé notamment, le blanc étant éblouissant et le noir, chauffant). 

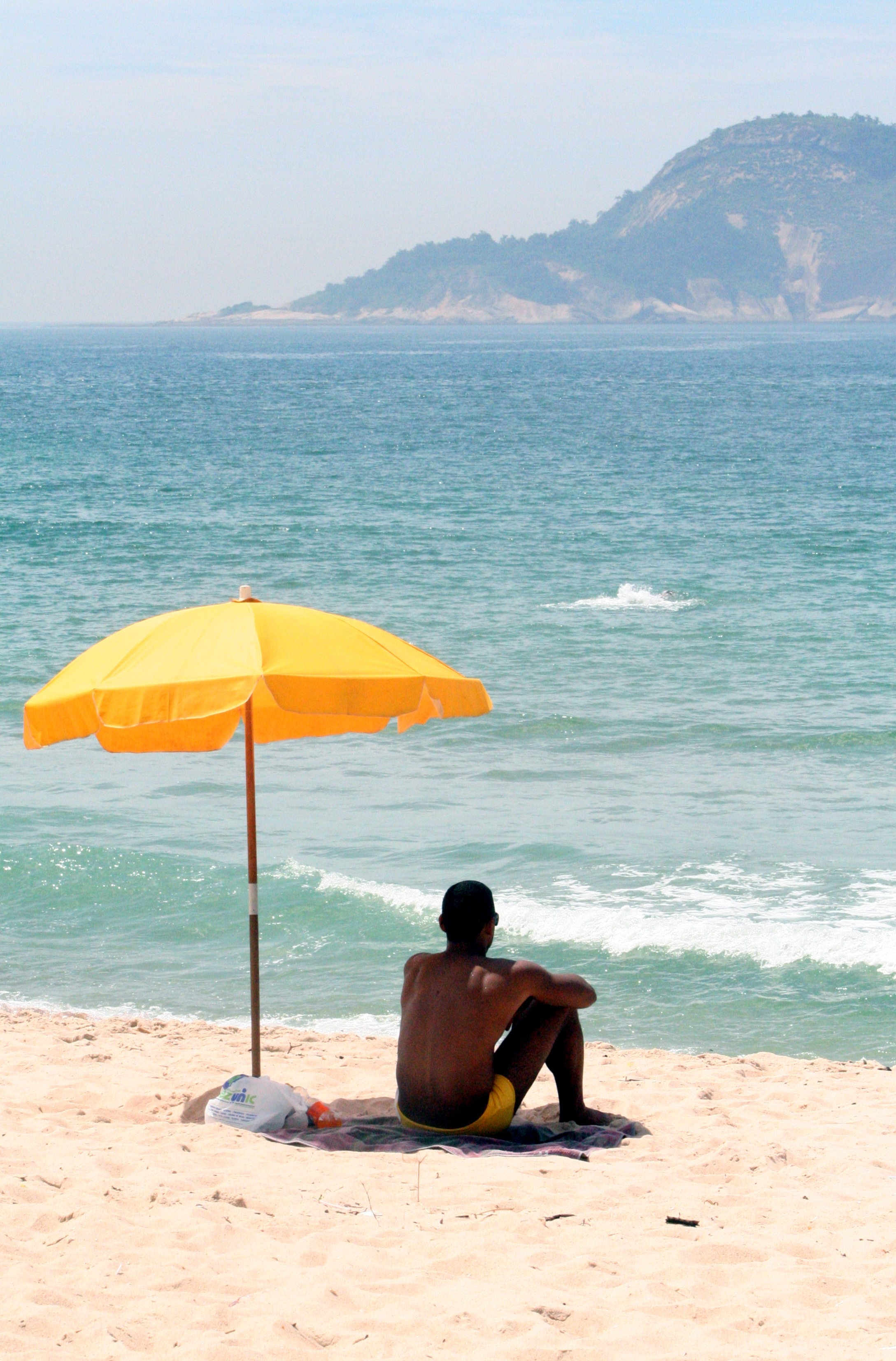
Homme sous un parasol de plage entoilé et repliable.
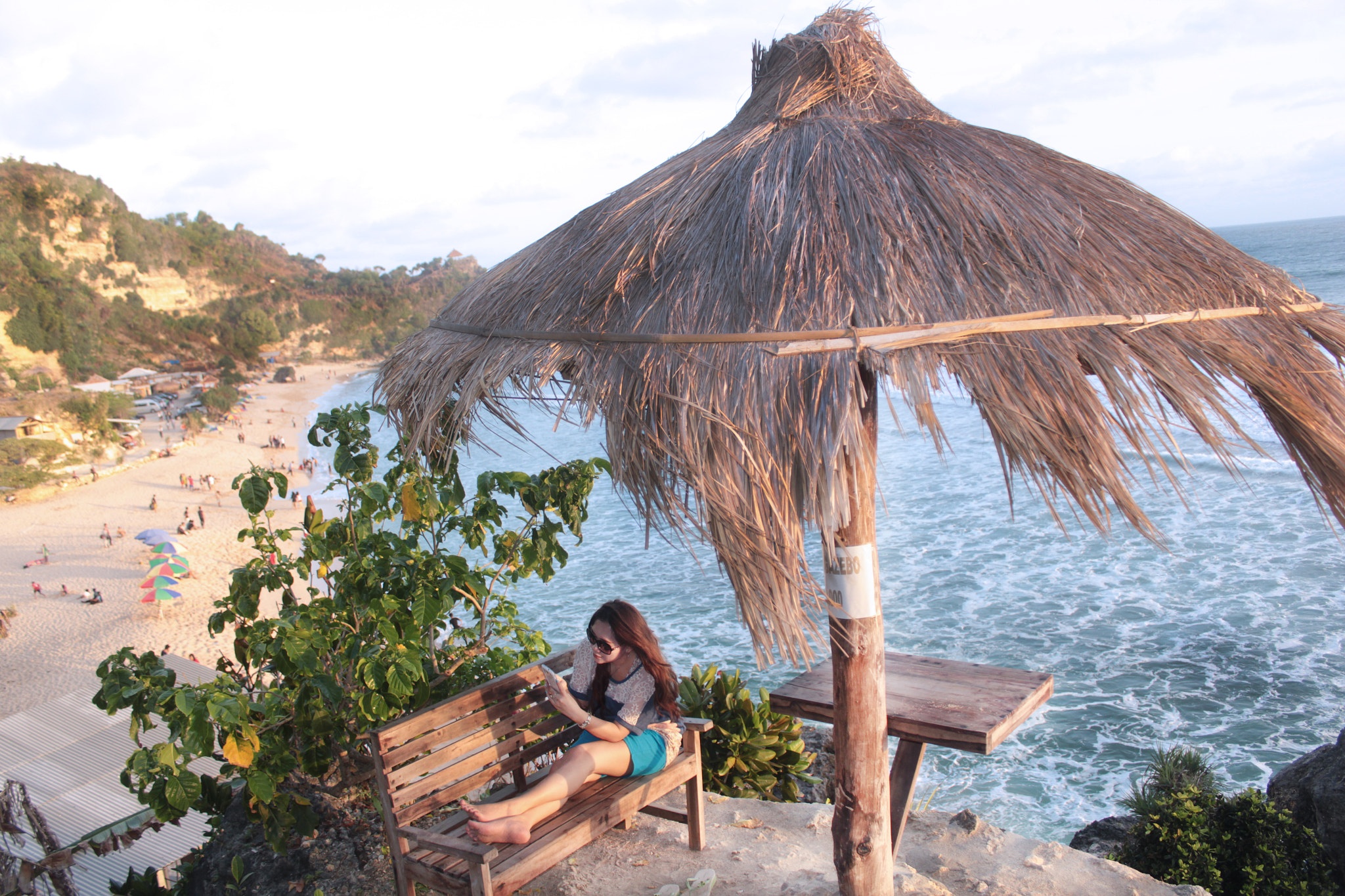
Parasol de plage inamovible en paille tissée.
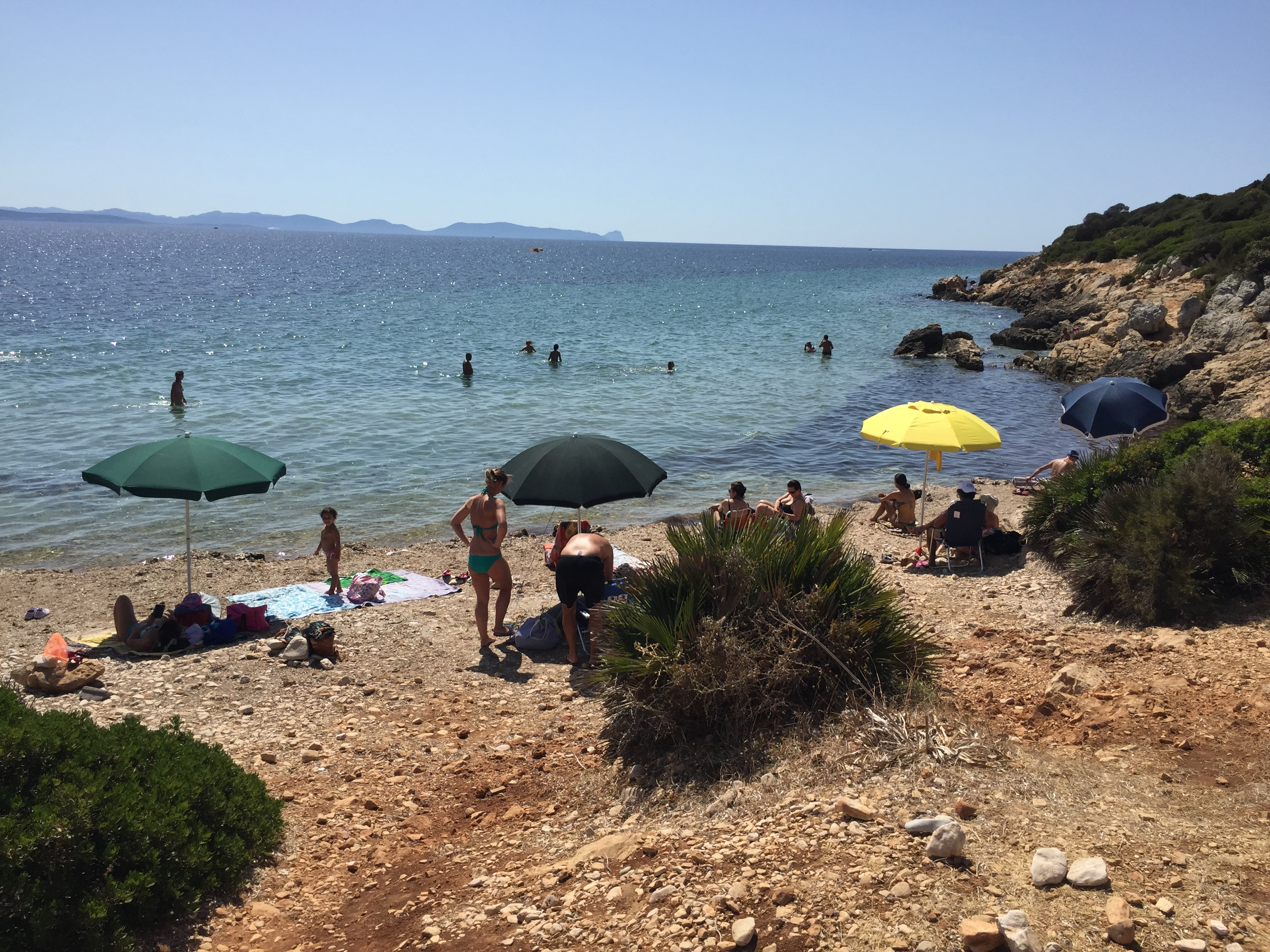
Parasols sur une plage du golfe de Palmas, Sardaigne.
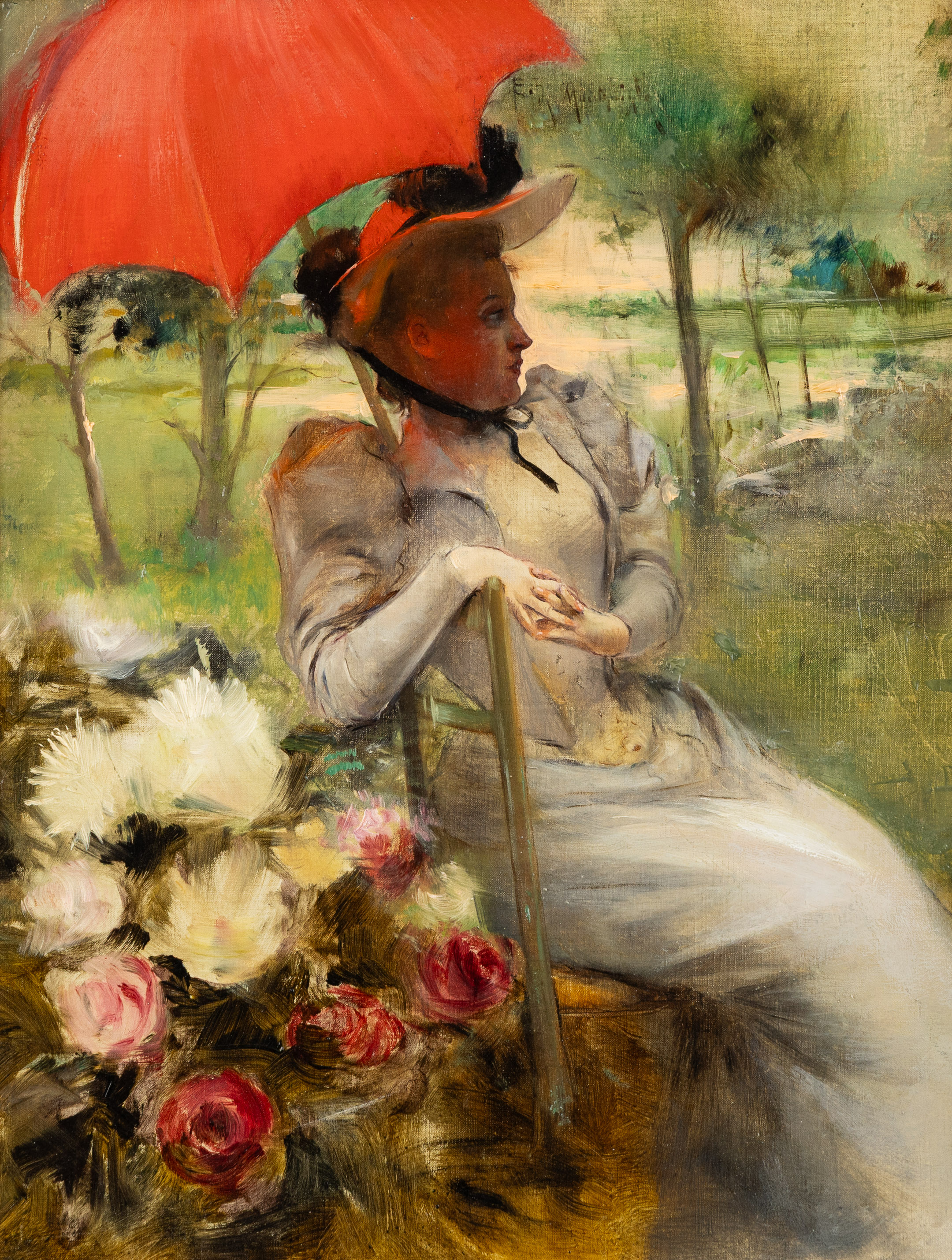
Le parasol rouge, peinture d'Edgard de Montzaigle.

## Types de parasols
Il existe quatre types répandus de parasols : 
- Parasol droit : le plus classique
- Parasol mural : fixé au mur
- Parasol inclinable : parasol droit avec fonction d'inclinaison
- Parasol déporté : toile située sur le côté de la structure